# Porsanger
Porsanger (em norueguês: Porsanger kommune; em lapão setentrional: Porsángu ou Porsáŋggu gielda, em kven Porsanki ou Porsangin komuuni)  é uma comuna da Noruega, com 4 873 km² de área e 4 059 habitantes (2008). 
É a única comuna norueguesa com três idiomas oficiais. Em Lakselv, centro administrativo da comuna, encontra-se o aeroporto de Banak, também conhecido como North Cape Airport. 
As principais fontes de rendimento são agricultura, pesca, criação de renas, instalações militares e prestação de serviços, incluindo turismo. A prestação de serviços nos sectores público e privado emprega mais de 80% da força trabalhadora.